# I. Hattuszilisz palotakrónikája
I. Hattuszilisz palotakrónikája a CTH#8 számú dokumentum, amelyhez csatlakozik a Palotakrónika töredék címen ismert CTH#9 számú írás. Forráskiadása a Keilschrifttexte aus Boğazköy (rövidítve KBo) 3,34. Az irat nem egykorú a benne tárgyalt eseményekkel, mindkét ismert töredéke későbbi másolat. Valószínűleg példabeszéd célzattal írták. Nagyon töredékesen maradt fenn mindkét táblája, az elsőn hét, a másodikon hat szakasz olvasható.
A szöveg történeteket mesél I. Hattusziliszről, kisebb és nagyobb jelentőségű események is feltűnnek benne. Ahogyan Trevor Bryce fogalmaz: anekdoták gyűjteménye. Vétségek és azok büntetései a témák.
Az első tábla első sorai így hangzanak:
| Eredeti szöveg | Magyarul |
| --- | --- |
| UM-MA LUGAL.GAL-MA URUKu-uš-ša-ri A-BI LUGAL [NINDAtu-n]i-in-ki pa-aš-ši-la-an IS-BAT še pa-i-ir HUR.SAG-i [...] pa-ri-ir-še LÚNINDA.DU3.DU3 ḫu-u-up-pi2-ir ku-i-da [IS-BAT pa-aš-ši-l]a-an šal-li-in ša-an ḫa-at-ta-an-ni-ir ša-an ša-mi-[nu-ir...] | Így (szól) a nagykirály: Kusszara (városban) a király apja a tunik-kenyérben egy követ talált. A hegyen (...) tűz gyulladt, a péket megverték, mert követ találtak. Őt megverték és eltá(volították...) |